# Jorge V de Hanôver
Jorge V de Hanôver (em alemão:  George Frederick Alexander Charles Ernest Augustus, Berlim, 27 de maio de 1819 – Paris, 12 de junho de 1878) foi o único filho sobrevivente do rei Ernesto Augusto I de Hanôver e da sua mulher, a duquesa Frederica de Mecklemburgo-Strelitz. Era primo da rainha Vitória do Reino Unido, já que ambos eram netos de Jorge III do Reino Unido. Foi o derradeiro soberano governante do efêmero Reino de Hanôver e antecessor do ramo germânico da Casa de Hanôver, além de Duque de Cumberland e Teviotdale.

## Início de vida

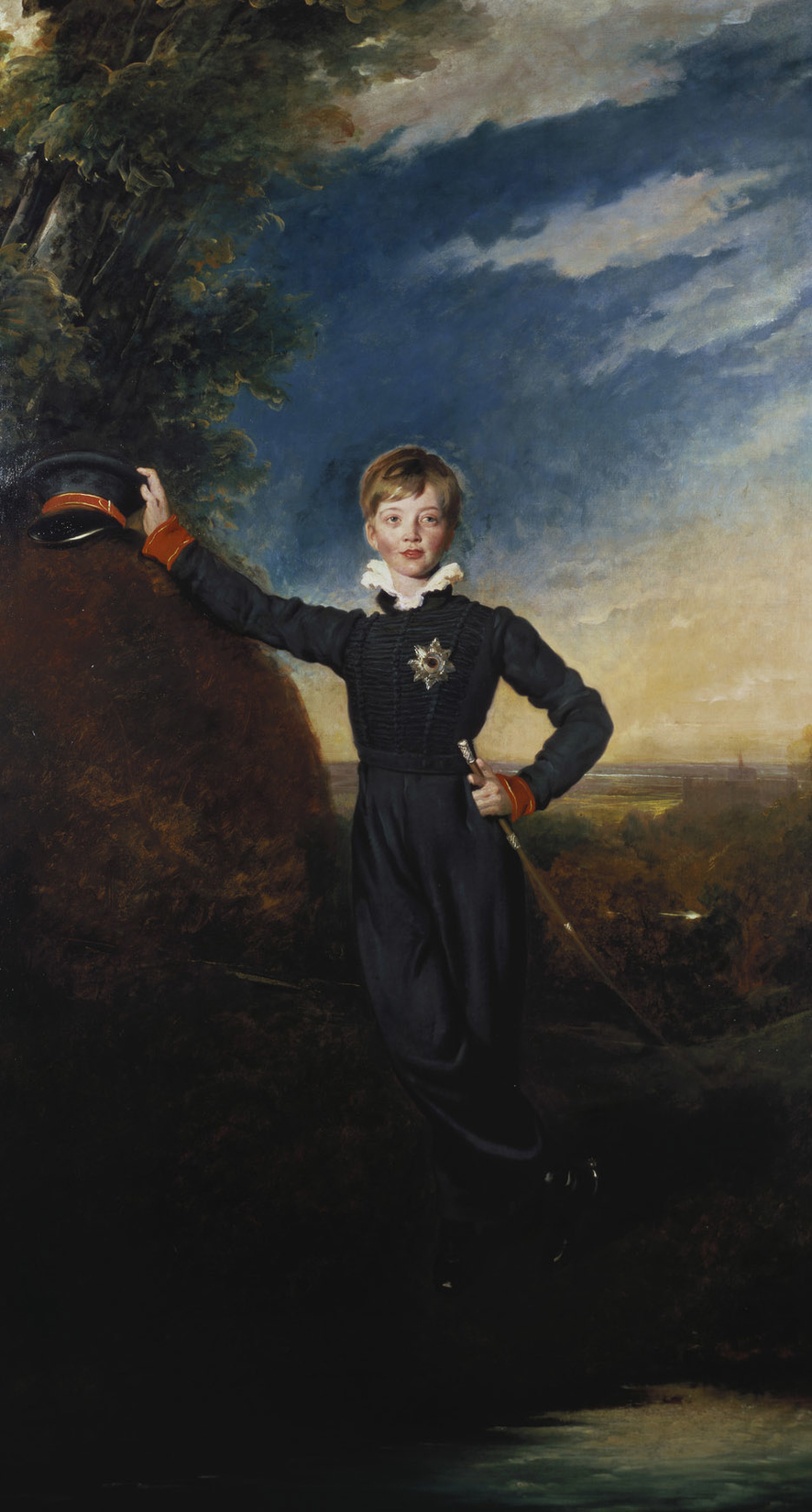
Príncipe Jorge de Cumberland
Thomas Lawrence, 1828

Originalmente, ostentou o título de príncipe Jorge de Cumberland e passou a sua infância em Berlim e na Grã-Bretanha. Ele foi batizado em 8 de julho de 1819, em um hotel em Berlim onde seus pais estavam instalados, pelo rev. Henry Thomas Austen (irmão da autora Jane Austen). Seus padrinhos foram o então príncipe-regente Jorge do Reino Unido (representado pelo Duque de Cumberland), o rei Frederico Guilherme III da Prússia, o imperador Alexandre I da Rússia, o príncipe-herdeiro Frederico Guilherme da Prússia, o príncipe Guilherme da Prússia, o príncipe Frederico Luís da Prússia, o príncipe Henrique da Prússia, o príncipe Guilherme da Prússia, o grão-duque Jorge I de Mecklemburgo-Strelitz, Carlos de Mecklemburgo-Strelitz, a imperatriz Maria Feodorovna da Rússia, a rainha Guilhermina dos Países Baixos, a princesa Augusta Sofia do Reino Unido, a Princesa Hereditária de Hesse-Homburgo, a Duquesa de Gloucester e Edimburgo, a princesa Sofia do Reino Unido, a princesa Alexandrina da Prússia, a princesa Augusta da Prússia, a duquesa Frederica Guilhermina da Prússia, a princesa Maria Ana de Hesse-Homburgo, a princesa Isabel Luísa de Brandemburgo-Schwedt, e a princesa Luísa da Prússia. Perdeu a vista dum olho durante uma enfermidade infantil em 1828 e a do outro num acidente em 1833. Depois da morte de Guilherme IV e a ascensão ao trono da rainha Vitória, a união pessoal de 104 anos dos tronos do Reino Unido e Hanôver chegou ao seu fim devido à lei sálica nos estados germânicos. O duque de Cumberland ocupou então o trono de Hanôver como o rei Ernesto Augusto I e o príncipe Jorge de Cumberland converteu-se em príncipe herdeiro de Hanôver. Como descendente legítimo da linha masculina de Jorge III, seguiu sendo membro da família real britânica e era o segundo na linha sucessória ao trono britânico até o nascimento da primeira filha da rainha Vitória, a princesa Vitória, em 1841. Estando totalmente cego, houve dúvidas sobre a capacidade do príncipe para ascender ao trono de Hanôver; mas o seu pai decidiu que estava capacitado para o cargo.

## Rei de Hanôver

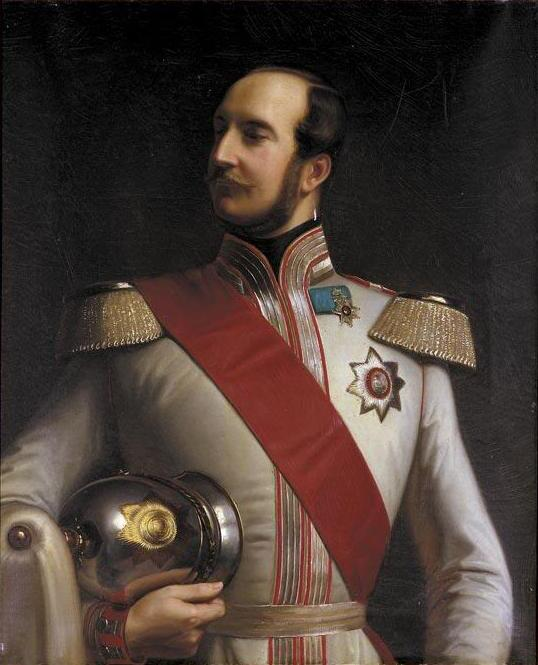
Jorge V

O príncipe herdeiro sucedeu ao seu pai como Rei de Hanôver e Duque de Brunsvique-Luneburgo, assim como Duque de Cumberland e Teviotdale, e Conde de Armagh em 18 de novembro de 1851, assumindo o nome de Jorge V. De seu pai e do seu tio materno, o príncipe Carlos de Mecklemburgo-Strelitz (1785—1837), um dos homens mais influentes na corte do Reino da Prússia, Jorge aprendeu a ter um forte e autocrático ponto de vista da autoridade real.
Durante o seu reinado de 25 anos, teve muitas disputas com o Landtag de Hanôver (o parlamento). Tendo apoiado o Império Austríaco na dieta da Confederação Germânica em junho de 1866, refutou, contrário aos desejos do parlamento, aceitar a demanda prussiana duma neutralidade sem armas durante a Guerra Austro-Prussiana. Como resultado, o exército prussiano ocupou Hanôver, o seu exército rendeu-se em 29 de junho de 1866 e o rei e a família real refugiaram-se na Áustria. O Reino da Prússia anexou formalmente Hanôver em 20 de setembro, mas o deposto rei nunca renunciou aos seus direitos ao trono nem reconheceu as ações prussianas. Desde o exílio em Gmunden, Áustria, apelou em vão às grandes potências europeias para que interviessem nos assuntos de Hanôver.
O rei apoiou o desenvolvimento industrial - em 1856 o "Georgs-Marien-Bergwerks-und Hüttenverein" foi fundado, que foi nomeado em homenagem ele e sua esposa. A empresa levantou obras de ferro e aço que davam a cidade Georgsmarienhütte seu nome.
O rei Jorge V morreu em Paris. Foi enterrado na Capela de São Jorge, no castelo de Windsor.

## Títulos e estilos
- 27 de maio de 1819 – 20 de junho de 1837: Sua Alteza Real, o Príncipe Jorge de Cumberland
- 20 de junho de 1837 – 18 de novembro de 1851: Sua Alteza Real, o Príncipe Herdeiro de Hanôver
- 18 de novembro de 1851 – 12 de junho de 1878: Sua Majestade, o Rei de Hanôver

## Casamento e descendência

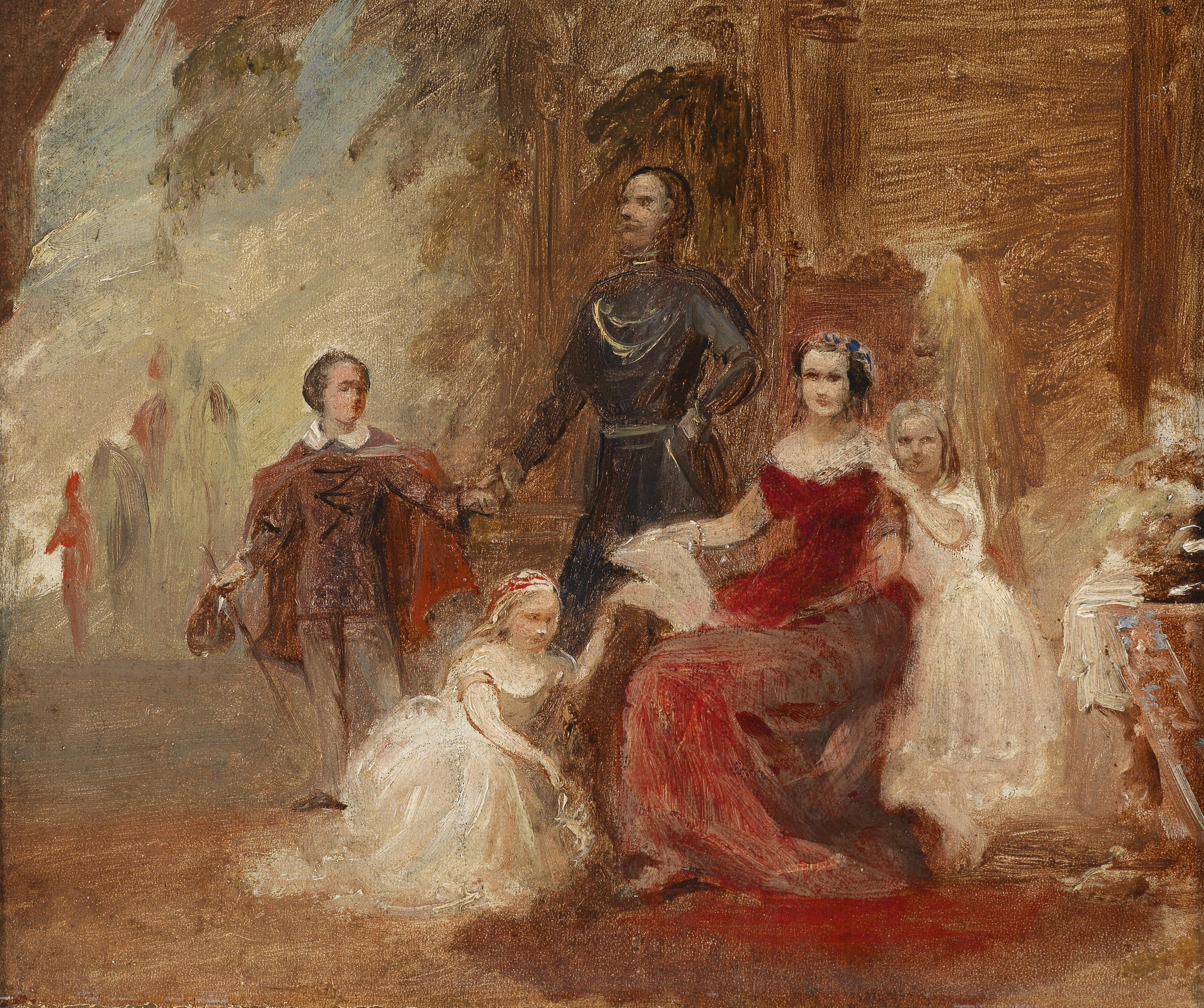
Jorge V de Hanôver e família. Pintura atribuída a Friedrich Kaulbach, c. 1858-1860.

Jorge V casou em 18 de fevereiro de 1843 em Hanôver com a princesa Maria de Saxe-Altemburgo, a filha mais velha de José, Duque de Saxe-Altemburgo, e da sua esposa, a princesa Amélia de Württemburg. O matrimônio deu como frutos 3 filhos:
- Ernesto Augusto, Príncipe Herdeiro de Hanôver (21 de setembro de 1845-14 de novembro de 1923), príncipe herdeiro de Hanôver até 20 de setembro de 1866; sucedeu ao seu pai como 3º duque de Cumberland e Teviotdale e conde de Armagh em 12 de junho de 1878; sucedeu ao seu primo, o duque Guilherme de Brunswick-Wolfenbüttel (1806-1884) em 18 de outubro de 1884, mas foi privado de reinar em Hanôver pelo Bundesrat (conselho federal do Império Alemão), 1885; casou com a princesa Tira (29 de setembro de 1853-26 de fevereiro de 1933), quinta filha do rei Cristiano IX da Dinamarca e da princesa Luísa de Hesse-Cassel;
- Frederica de Hanôver (9 de janeiro de 1848-16 de outubro de 1926); casou com Litubert, barão von Pawel-Rammingen  (27 de julho de 1843-20 de novembro de 1932);
- Maria de Hanôver (3 de dezembro de 1849-4 de junho de 1904).